# Geraldino Brasil
Geraldo Lopes Ferreira, besser bekannt unter seinem Pseudonym Geraldino Brasil (* 1926 in Atalaia (Alagoas); † 1996 in Recife), war ein brasilianischer Anwalt und Schriftsteller.
Brasil war „Bundesanwalt Brasiliens“ (procurador federal da República); ab 1951 wohnte er in Recife und wandte sich der Dichtkunst zu. Seine Leser fand er besonders im spanischsprechenden Südamerika, wo seine Werke hauptsächlich veröffentlicht wurden (insbesondere Kolumbien).

## Schriften (Auswahl)
- Beiträge in: Juareiz Correya: Poesia Viva do Recife. CEPE, Recife, 1986. OCLC 38155869
- Praça dos namorados. Recife: Ed. Raiz, 1992. OCLC 252755537
- 52 sextinas. Recife: Ed. Raiz, 1992. OCLC 253918309
- O fazedor de Manhãs. Recife: Ed. Bagaço, 1990. OCLC 36378394
- Poemas útiles. Übersetzt von Jaime Jaramillo Escobar. Madrid: Pré-Textos, 2003. ISBN 978-9-58-655353-7
- Beiträge in: Antônio Campos, Cláudia Cordeiro (org.): Pernambuco, terra da poesia. IMC/Escrituras, 2005. ISBN 978-8-57-531195-0